# Pseudorhipsalis horichii
Pseudorhipsalis horichii ist eine Pflanzenart in der Gattung Pseudorhipsalis aus der Familie der Kakteengewächse (Cactaceae). Das Artepitheton horichii ehrt den deutschen Gärtner Clarence Klaus Horich (1930–1994), der ab 1957 in Costa Rica lebte.

## Beschreibung
Pseudorhipsalis horichii wächst halbaufrecht mit fleischigen, grünen Trieben. Die Haupttriebe sind an der Basis drehrund, bis 15 Zentimeter (oder mehr) lang und 4 Millimeter breit. Die flachen, linealisch bis lanzettlichen, verjüngten Seitentriebe erscheinen in zwei Reihen aus der Basis der Haupttriebe. Sie sind 1 bis 3 Zentimeter lang und 2 bis 4 Millimeter breit.
Die meist einzeln erscheinenden, radförmigen Blüten sind creme- bis rosafarben und
weniger als 15 Millimeter lang. Die seitlich etwas zusammengedrückten, rötlichen Früchte werden 6 Millimeter lang.

## Verbreitung und Systematik
Pseudorhipsalis horichii ist in Costa Rica verbreitet. 
Die Erstbeschreibung als Disocactus horichii wurde 1979 von Myron William Kimnach veröffentlicht. Wilhelm Barthlott stellte die Art 1991 in die Gattung Pseudorhipsalis.
In ihrer Synopsis der Tribus Hylocereeae von 2017 fassen Nadja Korotkova, Thomas Borsch und Salvador Arias die Art als Synonym von Pseudorhipsalis acuminata auf.

## Nachweise